# Leo Custers
Leo Custers (Gruitrode, 10 februari 1943 - Mortsel, 12 november 2014) was een Belgisch auteur en redacteur.

## Levensloop
Ter vervanging van zijn dienstplicht was hij in de jaren 60 als gewetensbezwaarde actief als leraar in Belgisch-Kongo.
Later ging hij aan de slag bij Gazet van Antwerpen, alwaar hij tot 1997 verantwoordelijk was voor de rubriek 'buitenland'. Daarnaast was hij, anoniem, sinds 1974 actief voor  't Pallieterke. Op 1 december 2000 volgde hij Jan Nuyts op als hoofdredacteur van dit satirisch weekblad. Een functie die hij uitoefende tot 1 december 2010 toen hij werd opgevolgd door Karl Van Camp.
Hij overleed enkele dagen na een hartoperatie. Zijn uitvaartplechtigheid vond plaats in de Sint-Jozefskerk te Mortsel.